# Ало, ало!
„Ало, ало!“ (на английски: 'Allo 'Allo!) е английски сериал, комедия, излъчван по BBC през 80-те и началото на 90-те години на XX век. Автори на сериала са Дейвид Крофт и Джеръми Лойд, които заимстват идеята от известния британски сериал „Тайната армия“, излъчван 5 години по-рано.
След пускането си сериалът постига голям успех и от BBC решават да му увеличат бюджета и да продължат излъчването му. Така се стига до снимането на 9 сезона, с общо 86 серии. Пилотният епизод е излъчен на 30 декември 1982 г., първи епизод е излъчен на 14 септември 1984 г., а последният епизод на 14 декември 1992 г. На 17 август 1994 г., по случай 10 години от първия епизод на сериала, е пуснат в ефир „Най-доброто от „Ало, ало!“, който съдържа избрани моменти от сериала. През 2007 г., по случай 25-годишнината от създаването на сериала, е направен документален филм включващ нови сцени, снимани на живо пред публика. Филмът се казва „Завръщането на Ало, ало!“.

## Сюжет
Действието се развива по времето на Втората световна война, в малкото френско градче Нувион и ни разказва историята на Рене Артоа. Германците са окупирали градчето, взимайки със себе си всякакви ценности, между които и картината „Грешната Мадона“ (онези, които са гледали сериала, я знаят като „Грешната Мадона с големите бомби“) от Ван Кломп, първоначално конфискувана от полковник Фон Щрьом и неговия помощник-капитан Ханс Гееринг. Комендантът на градчето фон Щрьом решава да я запази за себе си, за да я продаде след края на войната. Хитлер също иска картината „Грешната Мадона“ за да я подари за рождения ден на Ева Браун и изпраща хер Ото Флик от Гестапо в града, за да я намери, но хер Флик я търси, за да я запази за себе си. Той е племенник на Хайнрих Химлер.
В същото време Рене е принуден да работи за Съпротивата. Главният водач на Съпротивата, Мишел Дюбоа (кодово име – Синегушка), обяснява на Рене, че трябва да крие в дома си двама английски летци – офицери Феърфакс и Карстиърс. Полковник Фон Щрьом и капитан Ханс Геринг, в опита си да се скрият от Гестапо, както и да скрият картината и един ценен часовник с кукувичка, виждат британските летци. Рене ги убеждава да не го издават, в замяна на което той ще намери копие на картината, за да могат те да продадат картината след войната.
Рене е принуден да бъде добър с германците, за да не го застрелят, също така трябва да бъде добър и със Съпротивата, иначе те ще го застрелят, защото е добър с германците. Трябва да бъде добър и с жена си Едит, защото, ако тя разбере, че има връзка със сервитьорката от ресторанта Ивет, ще го застреля. А ако Ивет разбере, че Рене има връзка и с другата си сервитьорка Мария, тя ще го застреля. Така приключенията на Рене започват.
Действията на епизодите се развиват около криенето на картините и реализирането на безумните планове на Мишел за бягството на британските летци.
Другите главни герои са мадам Фани – тъщата на Рене, мосю Льоклер – фалшификатор и пианист, както и бивш любовник на мадам Фани, мосю Алфонс – погребален агент, който ухажва Едит, полицай Крабтрий – английски агент, който се преструва на френски полицай и говори ужасно френски, английските летци Феърфакс и Карстиърс. А от немците – лейтенант Грубер, за когото има слухове, че си пада по Рене (но след войната се жени за Хелга), редник Хелга Герхарт, генерал Фон Клинкерхофен, италианският капитан Алберто Берторели, и Фон Смолхаузен, който също като хер Флик е от Гестапо.
Част от героите са заменени по време на сериала. Мария е заменена от Мими Лабонг (от 4 сезон, с която Рене също има връзка), капитан Ханс Гееринг е заменен от италианския капитан Алберто Берторели (по-късно сменят актьора), а мосю Льоклер – от своя брат-близнак Ернест Льоклер. В края на сериала след пластичната операция на Хер Флик (Ричард Гибсън), е сменен от Дейвид Джонсън.

## Исторически неточности
В хода на сериала военните и цивилните немски герои постоянно се приветстват помежду си с Хитлеровия поздрав, въпреки че във Вермахта до Атентата срещу Хитлер от 20 юли 1944 година се е използвал армейският поздрав, германското командване планира нахлуването в Англия след началото на войната със СССР, докато в действителност тези планове са отложени за неопределено време заради поражението в Битката за Британия през есента на 1940 година, италианският капитан Бертолери поздравява с „Хайл Мусолини“, вместо с Римски салют и „Вива Дуче“, почти всички бойци от голистката и всички от комунистическата съпротива са само жени, а съюзниците дебаркират на най-близката до Нувион брегова точка и достигат до селцето за дни, въпреки че в действителност извършват десанта си стотици километри на юг в Нормандия, и достигат Нувион за близо 3 месеца – в началото на септември 1944 г.

## Главни герои
- Рене Франсоа Артоа (Гордън Кей) – собственик на „Кафе при Рене“, принуден да помага на немците и на Съпротивата, без да иска. Кодовото му име, с което се свързва с Лондон за предаване и приемане на съобщения е „Нощен ястреб“. Въпреки че постоянно се съпротивлява и страхува, постепенно Рене става герой на Съпротивата и получава няколко медала, единия от които му бива връчен лично от Чърчил. Има връзки с Ивет, Мария, Мими, Денис Ларок (водачка на комунистическата съпротива) и Луиз (също от комунистическата съпротива). Въпреки това, неговата голяма любов остава Ивет. Те искат да избягат заедно, но винаги нещо се обърква, и така до най-дълбоката му старост, когато намира картината „Грешната Мадона с Големите Бомби“ зазидана в поставената на площада негова статуя, и тогава двамата с Ивет бягат към Испания. В един от епизодите Рене бива разстрелян, но всъщност патроните са заменени с халосни и той остава невредим. След това Рене се представя за свой брат-близнак, дошъл на неговото място (до края на сериала лейтенант Грубер така и не разбира истината, и изпитва угризения, тъй като той ръководи разстрела на Рене). Предполага се, че в началото на историята Рене е на около 30 – 32 години. В българския дублаж се озвучава от Веселин Ранков.
- Едит Мелба Артоа (Кармен Силвера) – жена на Рене. Много обича да пее и танцува в ресторанта, но няма абсолютно никакъв талант (въпреки че тя твърди обратното). Обикновено клиентите в ресторанта си запушват ушите със сирене, когато тя запее. Въпреки че изглежда по-стара от Рене, тя всъщност е с 4 години по-млада. Омъжва се, когато е на 16 години. След като германците „разстрелват“ Рене, тя приема насериозно ролята си на вдовица и собственик на ресторанта. Ухажвана е от мосю Алфонс, за когото тя замалко не се омъжва. Дейно участва при реализирането на плановете на Съпротивата. В българския дублаж се озвучава от Венета Зюмбюлева.
- Мадам Фани ла Фан (Роуз Хил) – старата майка на Едит. През по-голямата част от сериала Фани прекарва в леглото си, под което се намира радиопредавателят, използван за връзка с Лондон. В българския дублаж се озвучава от Венета Зюмбюлева.
- Ивет Карт-Бланш (Вики Мишел) – любовницата на Рене и сервитьорка в ресторанта. В българския дублаж се озвучава от Ева Демирева.

## Актъорски състав
- Гордън Кей – Рене Франсоа Артоа
- Кармен Силвера – Едит Мелба Артоа
- Роуз Хил – Мадам Фани ла Фан
- Вики Мишел – Ивет Карт-Бланш
- Франческа Гоншоу – Мария Рекамиер (до сезон 3)
- Сю Ходж – Мими Лабонг (от сезон 4 до сезон 9)
- Кърстен Кук – Мишел „от Съпротивата“ Дюбоа
- Джак Хейг – Мосю Роже Льоклер (до сезон 5)
- Дерек Ройл – Мосю Ернест Дипстих Льоклер (сезон 6)
- Робин Паркинсън – Мосю Ернест Дипстих Льоклер (от сезон 7 до сезон 9)
- Кенет Конър – Мосю Алфонс
- Хилари Минстър – Генерал Ерик фон Клинкерхофен
- Ричард Марнър – Полковник Курт (Ерик) фон Щрьом
- Гай Сайнър – Лейтенант Хуберт Грубер
- Сам Кели – Капитан Ханс Геринг (до сезон 4 и сезон 7)
- Гавин Ричардс – Капитан Алберто Берторели (от сезон 4 до сезон 6)
- Роджър Китър – Капитан Алберто Берторели (сезон 7)
- Ричард Гибсън – Хер Ото Флик (до сезон 8)
- Дейвид Дженсън – Хер Ото Флик (сезон 9)
- Ким Хартман – Редник Хелга Герхард
- Джон Луис Манси – Хер Енгелберт (Боби Седрик) фон Смолхаузен
- Артър Бостром – Полицай (Капитан) Крабтрий
- Джон Ди Колинс – КВС летец лейтенант Гавин Феърфакс (до сезон 7 и сезон 9)
- Никълъс Франкау – КВС летец лейтенант Бъмбли Карстиърс (до сезон 7 и сезон 9)

## „Ало, ало!“ в България
В България сериалът започва излъчване по bTV на 26 юни 2001 г., като е с български дублаж. По-късно са излъчени и повторения от 23:30, а след края им са пуснати още веднъж, този път следобед.
През 2007 г. започва и излъчване по GTV. След излъчването си сериалът бива повтарян многократно.
На 5 декември 2009 г. започва още веднъж повторно излъчване по bTV Comedy, всяка неделя от 14:00 до 17:00. с повторение на следващия ден от 00:00. От 9 януари 2010 г. се излъчва и в събота. В последните събота и неделя се излъчва от 14:00 до 16:00 и последният епизод е на 14 февруари. Последното излъчване на сериала, което е с разписание всеки делник от 22:00 с повторение от 14:30 часа, приключва съответно на 11 и 12 юни 2015 г. На 24 декември 2018 г. започва отново, всеки делник от 22:00 по два епизода с повторение от 14:00 и завършва на 22 февруари 2019 г., когато е излъчен специалният епизод „Най-доброто от „Ало, ало!““. На 3 април 2020 г. започва ново повторение, всеки делник от 20:00 по два епизода и завършва на 3 юни. На 29 февруари 2024 г. започва следващо повторение всеки делник от 23:00 по два епизода. На 14 януари 2025 г. започва още веднъж, всеки ден от 21:00 по два епизода.
На 26 март 2012 г. започва повторно излъчване по TV7, всеки делник от 23:00 с повторение от 14:50.
Ролите се озвучават от артистите Венета Зюмбюлева, Ева Демирева, Стефан Димитриев, Иван Райков от петнайсети епизод и Веселин Ранков. Режисьор на дублажа е Чавдар Монов, a преводачи са Людмил Тодоров, Кристиян Александров и Златна Костова. През 2014 г. „Най-доброто от „Ало, ало!“ е пуснат на DVD. Филмът е озвучен в Арс Диджитал Студио с превод от Костова и със същия състав. За излъчването му през 2019 г. е озвучен наново в студио Медия линк и Зюмбюлева е заместена от Ася Рачева.
С превода на Златна Костова излиза и книга на издателство Труд – „Военните дневници на Рене Артоа“, както и пиесата „Ало! Ало!“, поставена в Общински театър „Възраждане“ и в Русенския драматичен театър.
През март 2014 г. малка част от актьорите гостуват в България по инициатива на Златна Костова и Виктор Лилов от издателство „Блек Фламинго“, а по това време са пуснати нови повторения по bTV Comedy, всеки делник от 22:00, а през уикендите – от 18:00.